# 특종 비디오 저널
《특종 비디오 저널》은 한국방송공사의 KBS 2TV에서 방송되었던 다큐멘터리 프로그램이다.

## 진행자
- 신윤주 아나운서실 아나운서2부장
- 홍소연 아나운서